# Masdevallia nicaraguae
Masdevallia nicaraguae är en orkidéart som beskrevs av Carlyle August Luer. Masdevallia nicaraguae ingår i släktet Masdevallia och familjen orkidéer.
Artens utbredningsområde är Nicaragua. Inga underarter finns listade i Catalogue of Life.